# Penstemon pumilus
Penstemon pumilus är en grobladsväxtart som beskrevs av Thomas Nuttall. Penstemon pumilus ingår i släktet penstemoner, och familjen grobladsväxter. Inga underarter finns listade i Catalogue of Life.